# 华贵路
华贵路位于中国广州市荔湾区，是一条呈南北走向的道路。
1931年将原华贵街、观澜街扩建成路。

## 公共交通
- 广州地铁1号线長壽路站

均在鄰近華貴路位置設有出口。